# Grande Anello dei Sibillini
De Grande Anello dei Sibillini is een langeafstandswandelpad in Italië. De bewegwijzerde route loopt in een lus van 124 kilometer rond en door Nationaal park Monti Sibillini. De route is onderdverdeeld in negen etappes.